# Bahnhöfe in Voerde (Niederrhein)
In Voerde (Niederrhein) im Kreis Wesel gibt es zwei Bahnstationen: Voerde (Niederrhein) und Friedrichsfeld (Niederrhein).

## Voerde (Niederrhein)
Voerde (Niederrhein) ist die wichtigste Bahnstation in Voerde (Niederrhein). Sie befindet sich nordwestlich der Innenstadt an der Bahnstrecke Oberhausen–Arnhem. Bei der Station handelt es sich seit 1993 um einen Haltepunkt.

### Geschichte
Der Bahnhof Voerde (Niederrhein) wurde 1886 eröffnet und 1963 elektrifiziert.
Das Empfangsgebäude wird heute als Kulturbahnhof benutzt.
Weil die Eisenbahnstrecke als Zulauf zur Betuweroute dreigleisig ausgebaut wird, wird der Bahnhof Voerde umgestaltet. Dabei werden die Bahnsteige auseinander gerückt, wodurch in der Mitte Platz für das neue, bahnsteiglose Gleis geschaffen. Außerdem werden an beiden Seiten der Strecke Lärmschutzwände errichtet.

### Lage und Aufbau
Der Haltepunkt Voerde befindet sich östlich der Innenstadt in der Bahnhofstraße, welche im Bahnhofsbereich die Unterquerung der Gleise für Fußgänger und Radfahrer ermöglicht, außerdem überquert die Bahnstrecke im Bahnsteigsbereich die Steinstraße Vom Rathausplatz in der Innenstadt ist die Station ca. 380 m Luftlinie und ca. 440 m Fußweg entfernt.
Der Haltepunkt besitzt zwei Seitenbahnsteige, die über Rampen und Treppen zugänglich sind.

### Bedienung

#### Fernverkehr
Sämtliche Züge des Schienenpersonenfernverkehrs fahren durch Voerde ohne Halt durch. Der nächste Fernverkehrsbahnhof ist Oberhausen Hauptbahnhof.

#### Regionalverkehr
Im Schienenpersonennahverkehr wird der Bahnhof Voerde (Niederrhein) von den folgenden Linien bedient.
| Linie      | Verlauf | Takt                |
| ---------- | --- | ------------------- |
| RE 5 (RRX) | Rhein-Express: Wesel – Friedrichsfeld (Niederrhein) (zweistdl.) – Voerde (Niederrhein) – Dinslaken – Oberhausen-Holten (zweistdl.) – Oberhausen-Sterkrade – Oberhausen Hbf – Duisburg Hbf – Düsseldorf Flughafen – Düsseldorf Hbf – Düsseldorf-Benrath – Leverkusen Mitte – Köln-Mülheim – Köln Messe/Deutz – Köln Hbf – Köln Süd – Brühl – Bonn Hbf – Bonn UN Campus – Bonn-Bad Godesberg – Oberwinter – Remagen – Sinzig (Rhein) – Bad Breisig – Andernach – Koblenz Stadtmitte – Koblenz Hbf Stand: Fahrplanwechsel Dezember 2023        | 60 min              |
| RE 19      | Rhein-IJssel-Express: Zugteil 1: Arnhem Centraal – Zevenaar – Emmerich-Elten – Emmerich – Praest – Millingen (b Rees) – Empel-Rees – Haldern (Rheinl) – Mehrhoog – Wesel Feldmark – Wesel Zugteil 2: Bocholt – Hamminkeln-Dingden – Hamminkeln – Wesel-Blumenkamp – Wesel Flügelung bzw. Wiedervereinigung: Wesel – Friedrichsfeld (Niederrhein) – Voerde (Niederrhein) – Dinslaken – Oberhausen-Holten – Oberhausen-Sterkrade – Oberhausen Hbf – Duisburg Hbf – Düsseldorf Flughafen – Düsseldorf Hbf Stand: Fahrplanwechsel Dezember 2021 | 60 min              |
| RE 49      | Wupper-Lippe-Express: Wesel – Friedrichsfeld (Niederrhein) – Voerde (Niederrhein) – Dinslaken – Oberhausen-Holten – Oberhausen-Sterkrade – Oberhausen Hbf – Mülheim (Ruhr)-Styrum – Mülheim (Ruhr) Hbf – Essen West – Essen Hbf – Essen-Steele – Essen-Kupferdreh – Velbert-Langenberg – Velbert-Neviges – Wuppertal-Vohwinkel – Wuppertal Hbf Stand: Fahrplanwechsel Dezember 2021 | 60 min (wochentags) |

Diese drei Linien bilden montags bis freitags zusammen einen angenäherten 20-Minuten-Takt.

#### ÖPNV-Verknüpfung
Folgende Buslinien halten an der Haltestelle Voerde Bahnhof, die sich direkt an der Bahnstation befindet. Diese Buslinien werden von der NIAG betrieben:
| Linie | Linienweg |
| ----- | --- |
| 16    | Voerde Rathausplatz – Voerde Bf – Voerde-Holthausen – Friedrichsfeld Industriepark – Voerde Waldfriedhof – Voerde Spellener Straße – Friedrichsfeld Bf – Oberemmelsum Brücke oder Voerde-Heide Ginsterweg |
| 25    | Friedrichsfeld Bülowstraße – Friedrichsfeld Bf. – Voerde Rathausplatz – Voerde Bf. – Dinslaken Bf. – Dinslaken-Hiesfeld Kirche – Dinslaken-Scholtenbusch, Liebigstraße                                    |
| bHx   | Dinslaken Bf. – Gewerbegebiet Mitte – Dinslaken-Lohberg (– Bucholtwelmen – Voerde Bf.) – Hünxe-Bruckhausen – Hünxe – Hünxe-Gartrop-Bühl oder – Krudenburg – Drevenack – Schermbeck                        |

## Friedrichsfeld (Niederrhein)
Die Station Friedrichsfeld (Niederrhein) befindet sich im Stadtteil Friedrichsfeld an der Bahnstrecke Oberhausen–Arnhem. Seit 2011 ist die Station ein Haltepunkt.

### Geschichte
Der Bahnhof wurde 1880 als Friedrichsfeld an der Hollandstrecke eröffnet. 1927 erhielt er den Zusatz (Niederrhein). 2011 wurde er zu einem Haltepunkt herabgestuft.
Seit dem 1. November 2024 ist der Bahnhof wegen des Ausbaus der Bahnstrecke Oberhausen–Arnhem geschlossen. Stattdessen enden die meisten Züge in der ersten Bauphase (östliche Seite des Bahndamms) aus südlicher Richtung an einem provisorischen Bahnhof an der Straße Am Industriepark, der im Dezember 2024 eröffnet wurde. Im Regionalverkehr befährt bis Mai 2026 lediglich die Linie RE 19 die baustellenbedingt eingleisige Strecke nördlich von Friedrichsfeld, der Bahnhof selbst wird von diesen Zügen ohne Halt durchfahren. Ab dem 18. Mai 2026 werden wieder alle Linien in Friedrichsfeld halten, zunächst am provisorischen Bahnhof. Im Dezember 2027 soll der Bahnhof wieder an seinem regulären Standort in Betrieb gehen.

### Lage
Vom Ortskern aus ist die reguläre Station nordwestlich an der den Ort durchquerenden Poststraße gelegen und ca. 360 Meter Luftlinie und 400 Meter zu Fuß entfernt.

### Aufbau

#### Alter Bahnhof
Bis zur baustellenbedingten Schließung am 1. November 2024 verfügte der Bahnhof über einen 17 Meter breiten Mittelbahnsteig, der insgesamt 340 Meter lang war. Der Zugang erfolgte durch einen Tunnel unter Gleis 1 (Richtung Wesel).

#### Neuer Bahnhof
Während der Sanierung wird der Mittelbahnsteig durch zwei Seitenbahnsteige ersetzt und das dritte, bahnsteiglose Gleis auf dem Planum des alten Bahnsteigs errichtet, dabei soll die gesamte Anlage um mehrere Meter angehoben werden. Zudem erhält der Haltepunkt zwei Aufzüge und Rampen zu den neuen Seitenbahnsteigen, womit die Station barrierefrei erreichbar sein wird.

#### Querung des Wesel-Datteln-Kanals
Direkt nördlich der Station wurde der Wesel-Datteln-Kanal bis 2024 auf zwei getrennten Brücken überquert. Im Rahmen des Ausbaus werden drei neue, eingleisige Brücken errichtet, wobei sich die neue Brücke mittig befinden soll. Die östliche Brücke wurde am 23. April 2025 mittels eines Schwimmkrans ausgehoben und im Anschluss am nördlichen Kanalufer demontiert. Im Dezember 2025 sollen zwei neue Überbauten, der östliche und der mittlere für das dritte Gleis, über den Kanal geschoben werden. Im Anschluss soll ab Ende 2026 der westliche Überbau ersetzt werden. Die Brücken werden während der Bauarbeiten zudem um 1,5 Meter erhöht, um mehr Platz für den Schiffsverkehr darunter zu schaffen.

### Bedienung

#### Fernverkehr
Sämtliche Züge des Schienenpersonenfernverkehrs fahren in Friedrichsfeld ohne Halt durch. Der nächste Fernverkehrshalt ist Oberhausen Hauptbahnhof.

#### Regionalverkehr
Im Schienenpersonennahverkehr wird der Bahnhof Friedrichsfeld (Niederrhein) regulär von den folgenden Linien bedient:
| Linie      | Verlauf | Takt                |
| ---------- | --- | ------------------- |
| RE 5 (RRX) | Rhein-Express: Wesel – Friedrichsfeld (Niederrhein) – Voerde (Niederrhein) – Dinslaken – Oberhausen-Holten – Oberhausen-Sterkrade – Oberhausen Hbf – Duisburg Hbf – Düsseldorf Flughafen – Düsseldorf Hbf – Düsseldorf-Benrath – Leverkusen Mitte – Köln-Mülheim – Köln Messe/Deutz – Köln Hbf – Köln Süd – Brühl – Bonn Hbf – Bonn UN Campus – Bonn-Bad Godesberg – Oberwinter – Remagen – Sinzig (Rhein) – Bad Breisig – Andernach – Koblenz Stadtmitte – Koblenz Hbf Stand: Fahrplanwechsel Dezember 2023                                | 120 min             |
| RE 19      | Rhein-IJssel-Express: Zugteil 1: Arnhem Centraal – Zevenaar – Emmerich-Elten – Emmerich – Praest – Millingen (b Rees) – Empel-Rees – Haldern (Rheinl) – Mehrhoog – Wesel Feldmark – Wesel Zugteil 2: Bocholt – Hamminkeln-Dingden – Hamminkeln – Wesel-Blumenkamp – Wesel Flügelung bzw. Wiedervereinigung: Wesel – Friedrichsfeld (Niederrhein) – Voerde (Niederrhein) – Dinslaken – Oberhausen-Holten – Oberhausen-Sterkrade – Oberhausen Hbf – Duisburg Hbf – Düsseldorf Flughafen – Düsseldorf Hbf Stand: Fahrplanwechsel Dezember 2021 | 60 min              |
| RE 49      | Wupper-Lippe-Express: Wesel – Friedrichsfeld (Niederrhein) – Voerde (Niederrhein) – Dinslaken – Oberhausen-Holten – Oberhausen-Sterkrade – Oberhausen Hbf – Mülheim (Ruhr)-Styrum – Mülheim (Ruhr) Hbf – Essen West – Essen Hbf – Essen-Steele – Essen-Kupferdreh – Velbert-Langenberg – Velbert-Neviges – Wuppertal-Vohwinkel – Wuppertal Hbf Stand: Fahrplanwechsel Dezember 2021 | 60 min (wochentags) |

Normalerweise bilden diese drei Linien bilden montags bis freitags zusammen einen angenäherten 20-Minuten-Takt. Dabei wird die Bahnstation montags bis freitags durch den RE5 nur alle zwei Stunden bedient.
Bis Mitte 2026 starten und enden die Linien RE 5 und RE 49 in Friedrichsfeld, während der RE 19 ohne Halt durchfährt.

#### ÖPNV-Verknüpfung
Folgende Buslinien halten an der Haltestelle Friedrichsfeld Bahnhof, die sich direkt an der Bahnstation befindet. Diese Buslinien werden von der NIAG betrieben:
| Linie | Linienweg |
| ----- | --- |
| 16    | Voerde Rathausplatz – Voerde Bf – Voerde-Holthausen – Friedrichsfeld Industriepark – Voerde Waldfriedhof – Voerde Spellener Straße – Friedrichsfeld Bf – Oberemmelsum Brücke oder Voerde-Heide Ginsterweg |
| 25    | Friedrichsfeld Bülowstraße – Friedrichsfeld Bf. – Voerde Rathausplatz – Voerde Bf. – Dinslaken Bf. – Dinslaken-Hiesfeld Kirche – Dinslaken-Scholtenbusch, Liebigstraße                                    |
| 80    | Wesel Post – Wesel Bf – Friedrichsfeld Bf – Hünxe Gewerbepark – Bucholtwelmen – Hünxe Busbahnhof |
| 81    | Wesel Martinistraße – Wesel Bf – Friedrichsfeld Bf – Voerde-Spellen – Voerde-Mehrum – Voerde-Löhnen – Voerde, Rathausplatz                                                                                |